# Magadh Stock Exchange
Die Magadh Stock Exchange Association (MSEA) war eine Wertpapierbörse mit  Sitz in Patna, Indien. Sie wurde 1986 gegründet. Sie war eine von rund 25 regionalen Börsen in Indien. Die Börse wurde am 3. September 2007 vom Securities and Exchange Board of India (SEBI) aufgelöst.

## Geschichte
In den Jahren 1999 und 2000 zählte die Magadh Stock Exchange insgesamt 199 Broker, davon 15 Unternehmensbroker. Von diesen 199 Brokern waren 183 Einzelbroker, 1 Personengesellschaftsbroker und 5 Unternehmensbroker. 
Im September 2005 wurde die Magadh Stock Exchange gemäß den Bestimmungen des Securities Contracts (Regulation) Act von 1956 in eine Aktiengesellschaft umgewandelt und demutualisiert.
Am 17. August 2000 wurde die Magadh Stock Exchange die einzige regionale Börse des Landes, die an der National Stock Exchange of India (NSE), der Bombay Stock Exchange (BSE), der Calcutta Stock Exchange (CSE) und der Interconnected Stock Exchange (ISE) gehandelt wurde, nachdem sie schließlich über die ISE an die NSE angeschlossen wurde.
Mit Verfügung vom 3. September 2007 lehnte die SEBI die Erneuerung der der Magadh Stock Exchange Ltd. gewährten Anerkennung ab. Auf der SEBI-Website wird für die Magadh Stock Exchange „gültig bis auf unbestimmte Zeit“ angezeigt, es wird jedoch klar darauf hingewiesen, dass die Erneuerung abgelehnt wurde.